# Волосянківська сільська рада (Великоберезнянський район)
| Волосянківська сільська рада — колишній орган місцевого самоврядування у Великоберезнянському районі Закарпатської області з адміністративним центром у с. Волосянка. Сільській раді були підпорядковані населені пункти: - с. Волосянка - с. Луг |

## Склад ради
Рада складалася з 18 депутатів та голови.

## Керівний склад сільської ради
| ПІБ                       | Основні відомості                                                             | Дата обрання | Дата звільнення |
| ------------------------- | ----------------------------------------------------------------------------- | ------------ | --------------- |
| Дзяма Тетяна Миколаївна   | Сільський голова, 1966 року народження, освіта, позапартійна                  | 26.03.2006   | 31.10.2010      |
| Іванина Тетяна Миколаївна | Сільський голова, 1961 року народження, освіта незакінчена вища, позапартійна | 31.10.2010   |                 |

Примітка: таблиця складена за даними джерела

## Населення
Згідно з переписом УРСР 1989 року чисельність наявного населення сільської ради становила 2205 осіб, з яких 1071 чоловік та 1134 жінки.
За переписом населення України 2001 року в сільській раді мешкали 2062 особи.

### Мова
Розподіл населення за рідною мовою за даними перепису 2001 року:
| Мова       | Відсоток |
| ---------- | -------- |
| українська | 99,62 %  |
| російська  | 0,38 %   |